# 영서중학교 축구부
영서중학교 축구부는 서울특별시에 위치한 영서중학교의 축구부이다.

## 같이 보기
- 영서중학교